# Vyaçeslav Érbes
Vyaçeslav Ïvanovïç Érbes (in kazako Вячеслав Иванович Эрбес?, in russo Вячеслав Иванович Эрбес?, Vjačeslav Ivanovič Ėrbes; Öskemen, 14 gennaio 1988) è un calciatore kazako, centrocampista del Vostok.